# 洋洲 (大埔區)

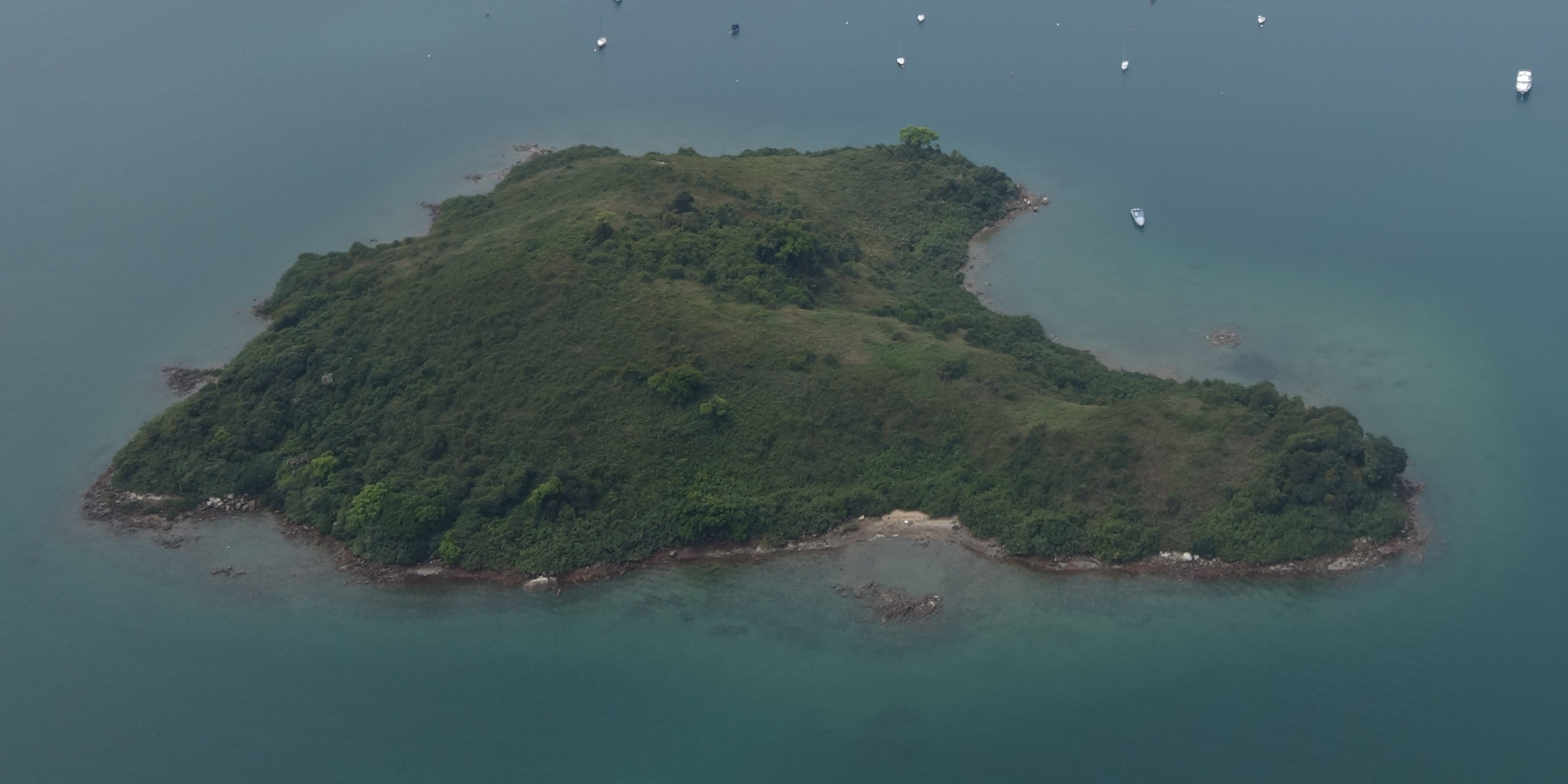
洋洲鳥瞰圖

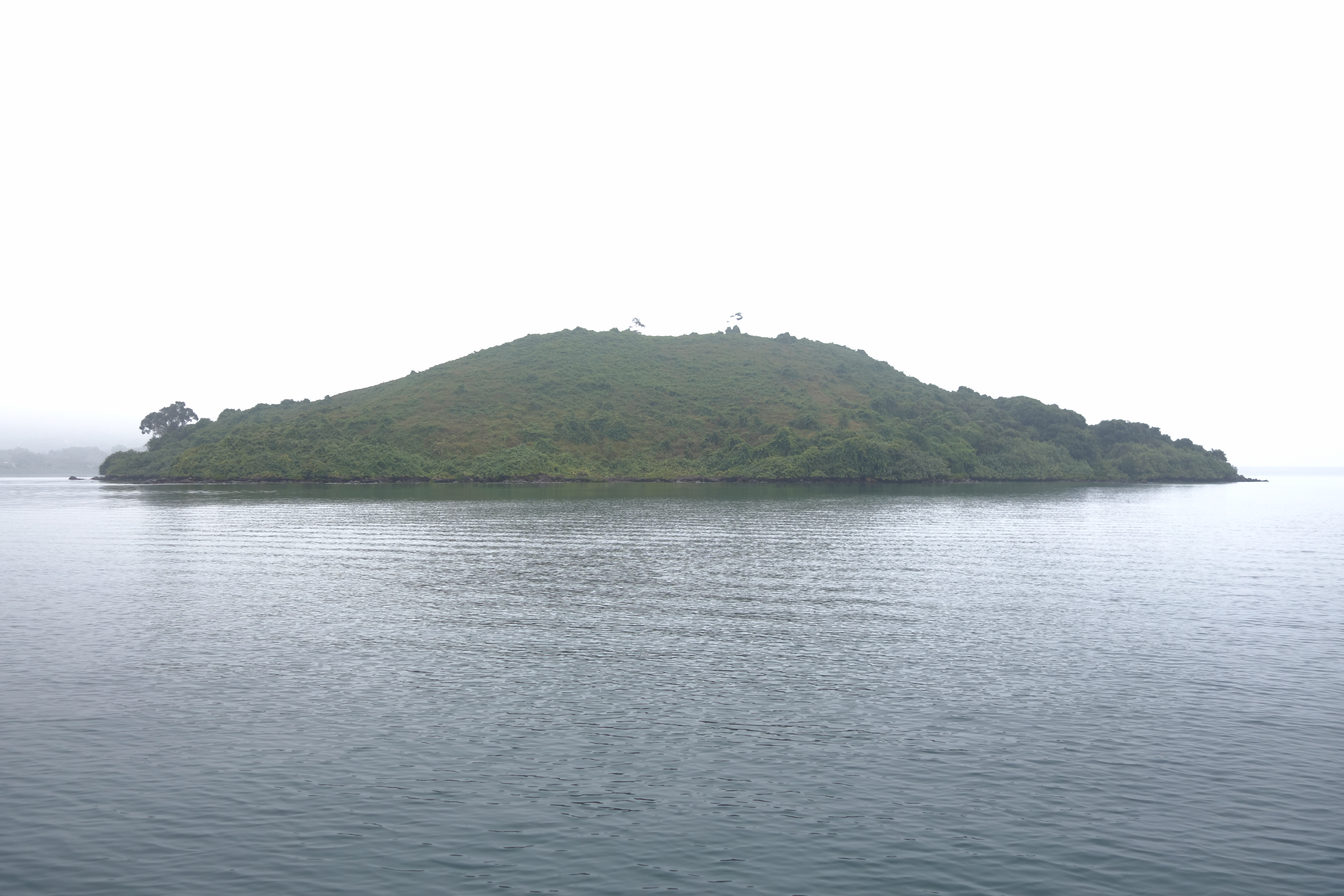
典型的亞熱帶島嶼終年覆蓋著茂密的綠色植被

洋洲（英語：Yeung Chau）是位於香港西北部吐露港的船灣上的一個無人居住的島，在行政上是大埔區的一部分。

## 保護
1999年，洋洲是馬屎洲特別地區的一部分，也是吐露港的另外三個島嶼，即馬屎洲，丫洲和一個在三門仔新村附近的鹽田仔海岸東北約100米處的未命名島嶼。

## 外部連結
- "Review of Egretries in Hong Kong", in Hong Kong Biodiversity, Issue No. 14 March 2007, pp. 1-6.

22°27′41″N 114°13′17″E / 22.461405°N 114.221371°E